# Sugarhill Gang (album)
Sugarhill Gang to debiutancki album amerykańskiej grupy hip-hopowej o tej samej nazwie, wydany 7 lutego 1980 roku nakładem Sugarhill Records.

## Odbiór
Album został wydany w 1980r. przez The Sugarhill Gang i został wyprodukowany przez Sylvie Robinson. Singiel ,,Rapper's Delight'' znalazł się na 36 miejscu list US Pop i US R&B. Aczkolwiek ,,Rapper's Delight'' był jednym singlem w zestawieniu, album zawierał również poboczny hit ,,Rapper's Reprise''. Pozostała część LP składa się z kilku wolnych kawałków utworów soul oraz instrumentów disco, ponieważ Sylvia Robinson (producent) nie wierzyła, że album z samą muzyką hip hop odniesie sukces w latach 80.

## Lista utworów
1. "Here I Am"- 5:09
2. "Rapper's Reprise (Jam, Jam)"- 7:40
3. "Bad News Don't Bother Me"- 6:45
4. "Sugarhill Groove"- 9:52
5. "Passion Play"- 5:10
6. "Rapper's Delight" (gość. Nile Rodgers) – 14:37

## Osoby biorące udział w pracy nad tym albumem
1. The Sugarhill Gang - Pierwszy Wokal
2. Sylvia Robinson - Wibrafon, Chórki
3. Douglas Wimbish - Bass
4. Keith LeBlanc - Bębny
5. Skip McDonald - Gitara
6. Nate Edmonds, Skitch Smith - Keyboard
7. Harry Reyes, John Stump - Perkusja
8. Craig Derry - Kongi

## Zestawienia Muzyczne
| Zestawienie (1980) | Zajęte Miejsce |
| ------------------ | -------------- |
| Top Soul Albums    | 32             |

## Single
| Rok  | Singiel             | Miejsce w Liście |        |          |
| ---- | ------------------- | ---------------- | ------ | -------- |
| 1979 | ,,Rappers Delight'' | US               | US R&B | US Dance |
|      |                     | 36 (1980         | 4      | 14       |
|      |                     |                  |        |          |